# Lemlem Hailu
Lemlem Hailu Techane (ur. 21 maja 2001) – etiopska lekkoatletka, biegaczka średniodystansowa, złota medalistka halowych mistrzostw świata w 2022.

## Osiągnięcia sportowe
Specjalizuje się w biegu na 1500 metrów. Zwyciężyła na tym dystansie na mistrzostwach świata juniorów młodszych w 2017 w Nairobi i na afrykańskich igrzyskach młodzieży w 2018 w Algierze. Zdobyła brązowy medal w tej konkurencji na igrzyskach olimpijskich młodzieży w 2018 w Buenos Aires.
8 lutego 2020 podczas mityngu lekkoatletycznego Copernicus Cup w Toruniu ustanowiła halowy rekord świata juniorek w biegu na 1500 metrów z czasem 4:01,79, który następnie poprawiła 19 lutego 2021 w Liévin osiągając czas 4:01,57. Wynik ten przetrwał do 4 lutego 2024.
Startując w konkurencji seniorek zdobyła brązowy medal w biegu na 1500 metrów na igrzyskach afrykańskich w 2019 w Rabacie. Odpadła w półfinale tej konkurencji na mistrzostwach świata w 2019 w Dosze oraz na igrzyskach olimpijskich w 2020 w Tokio.
Zwyciężyła w biegu na 3000 metrów na halowych mistrzostwach świata w 2022 w Belgradzie, wyprzedzając Elle Purrier St. Pierre ze Stanów Zjednoczonych i swą koleżankę z reprezentacji Etiopii Ejgayehu Taye.

## Rekordy życiowe
Rekordy życiowe Hailu:
- bieg na 1500 metrów – 4:00,35 (8 czerwca 2021, Hengelo)
- bieg na 1500 metrów (hala) – 4:01,57 (5 lutego 2022, Liévin)
- bieg na 3000 metrów – 8:29,43 (16 lipca 2023, Chorzów)
- bieg na 3000 metrów (hala) – 8:29,28 (24 lutego 2021, Madryt)
- bieg na 5000 metrów – 14:34,53 (9 czerwca 2023, Paryż)